# 新楢尾トンネル
新楢尾トンネル（しんならおトンネル）は、富山県南砺市にある国道471号のトンネル。市内利賀村を二分する標高800 - 1000 m（メートル）の山脈を通過する。
本項では、かつて北側で道路トンネルとして使用されていた楢尾隧道→楢尾トンネル（楢ノ尾隧道）についても記載する。

## 新楢尾トンネル（現トンネル）
現在のトンネルは、村外からの観光客増加に対応するため、後述の楢尾トンネルに代わるトンネルとして、県代行工事にて整備されたものである。旧トンネルの南側にあり、同トンネルの開通で利賀 - 百瀬川間は僅か数分で繋がれることになった。
開通当時は利賀村の村道であったが、1993年（平成5年）4月1日に国道471号に指定された。
- 着工 - 1982年（昭和57年）7月1日[4]
- 竣工 - 1988年（昭和63年）7月19日[4]
- 延長 - 943.8 m（トンネルの利賀口の標高が旧トンネルより約50 m下げられたため、トンネルは旧トンネルより約80 m長くなっている）[4]
- 幅員 - 9.25 m（車道7 m、両側に1.5 mと0.75 mの歩道を設置）[4]

## 楢尾隧道→楢尾トンネル（楢ノ尾隧道）
元々は百瀬川の灌漑用水を利賀村中心部へ供給するために掘削された水路トンネルであったため、利賀村中心部と百瀬川を行き来するには標高830 mの楢ノ尾峠の傾斜の急な曲がりくねった通行不便な道の通行を余儀無くされていた。
1950年（昭和25年）より楢尾隧道の開設運動が展開された。当時としては壮大な計画であったが、1953年（昭和28年）11月7日に農業関連の補助事業として着工された。湧水や岩盤などに阻まれ、落石による死者も発生する難工事であったが、1955年（昭和30年）9月12日19時40分に貫通、1956年（昭和31年）に歩行用のトンネルとして完成した。さらに1962年（昭和37年）には、トンネル拡幅工事の建議書が、利賀村議会により決議され、1966年（昭和41年）10月に着工、1970年（昭和45年）8月16日に全長864.1 m、幅員3.75 m（うち片側に0.6 mの歩道）、高さ4.35 mのトンネルが竣工した。自動車の通行が可能になった（これにより、前述の楢ノ尾峠越えの道は廃道になった）ものの、対面通行の出来ない1車線トンネルのため、トンネル内にすれ違いのための退避所を2箇所設けられた。
拡幅後もしばらくは『楢尾隧道』と呼ばれていたが、次第に『楢尾トンネル』の名称が定着していった。
前述の現トンネル開通後、この隧道は通行止めになっているが、地下の水路は今も灌漑と上水道用に利用されている。また、入り口左手には開拓記念碑が建っている。